# ویکی‌پدیای اسپرانتو
این وبگاه یکی از نسخه‌های ویکی‌پدیا به زبان اسپرانتو می‌باشد که در دسامبر ۲۰۰۱ شروع به کار کرد و تا تاریخ ۲۶ اوت ۲۰۱۰، دارای ۱۳۳۰۰۰ مقاله بود و در رتبه ۲۳ قرار داشت.
تا تاریخ ۳۰ مه ۲۰۱۱ این دانش‌نامه با بیش از ۱۴۵٬۰۰۰ مقاله در رتبهٔ بیست‌وهفتم ویکی‌پدیاها قرار داشت. و تا تاریخ ۹ ژانویه ۲۰۱۷ این دانش‌نامه دارای بیش از ۲۳۶۲۴۸ مقاله بود.

## نگارخانه

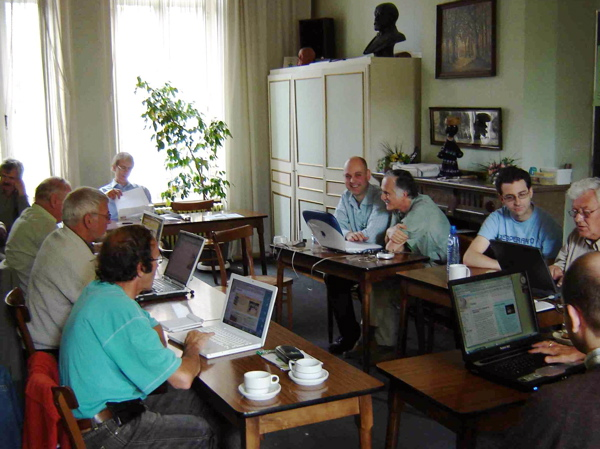
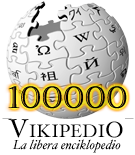
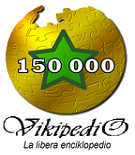